# Зебальд, Винфрид Георг
Ви́нфрид Гео́рг Максимилиа́н Зе́бальд (нем. Winfried Georg Maximilian Sebald; обычно подписывался В. Г. Зебальд; 18 мая 1944, Вертах — 14 декабря 2001, Норфолк) — немецкий поэт, прозаик, эссеист, историк литературы, писал на немецком и английском языках.

## Биография
Мать накануне рождения сына пережила в 1943 году массированную бомбежку в Бамберге. Он воспитывался дедом, который много рассказывал о войне и Холокосте (отец, служивший в гитлеровской армии, был до 1947 года во французском плену). С 1948 по 1963 год Зебальд жил на самом юге Германии, в альпийской деревне Зонтхофен (с 1963 года — город). Изучал филологию в университетах Германии (Фрайбург), Швейцарии (Фрибур), Великобритании (Манчестер). С 1970 года жил в Великобритании, преподавал немецкую литературу в Университете Восточной Англии (Норидж, графство Норфолк), с 1989 года возглавлял Британский центр литературного перевода. Погиб в автокатастрофе (дочь, которая была в автомобиле вместе с ним, осталась жива).

## Творчество и признание
Тема эссе и романов Зебальда («Головокружение», 1990; «Эмигранты», 1996; «Кольца Сатурна», 1998; «Аустерлиц», 2001) — давнее и недавнее прошлое Германии и Европы от Великой Лондонской чумы и пожара XVII столетия до Катастрофы европейского еврейства (Шоа) XX века, попытки обнаружить следы пережитых катастроф в нынешнем дне, понять и удержать их словом. Герой Зебальда — одинокий путешественник по странам и временам, наследующий литературным странникам Руссо и Готфрида Келлера, Адальберта Штифтера и Роберта Вальзера, о которых Зебальд не раз писал как историк словесности. История входит в прозу Зебальда и в качестве реальных документов — квитанций, справок, писем, фотографий и другого, умножающих многослойность романного пространства/времени.
Романы и эссе Зебальда переведены на русский, иврит, английский, французский, итальянский, испанский, каталанский, шведский, нидерландский, норвежский, датский, финский, эстонский, словенский, польский, украинский, болгарский языки. Зебальд — лауреат Литературной премии Берлина (1994), премии Генриха Бёлля (1997), премии Генриха Гейне (2000), Литературной премии Бремена (2002, посмертно), других национальных и международных наград. Уже при жизни писателя мировая литературная критика видела в нём одного из крупнейших авторов современности, кандидата на Нобелевскую премию ближайших лет.
В 2011 году английский фотохудожник и кинорежиссёр Грант Джи снял полнометражный документальный фильм «Patience: After Sebald».
В 2019 году в Большом драматическом театре имени Г. А. Товстоногова (Санкт-Петербург) состоялась премьера спектакля «Аустерлиц» по одноимённому роману Зебальда в постановке режиссёра Евгении Сафоновой.

## Предвосхищенная ретроспекция
В. Г. Зебальд приписывал немецким солдатам такие мысли: «В августе 1942 г., когда передовые отряды 6-й армии дошли до Волги, многие мечтали о том, как после войны осядут и поселятся в каком-нибудь имении на тихом Доне посреди вишневых садов». Альфред Шюц называет такого рода мечтания «предвосхищенной ретроспекцией». По мнению американского психолога Харальда Вельцера из такой предвосхищенной ретроспекции черпали большую часть своей энергии руководители Третьего рейха, в частности, Альберт Шпеер.

## Произведения
- Carl Sternheim; Kritiker und Opfer der Wilhelminischen Ära. — Stuttgart: W. Kohlhammer, 1969 (магистерская диссертация).
- Der Mythus der Zerstörung im Döblins. — Stuttgart: Klett, 1980 (кандидатская диссертация).
- Die Beschreibung des Unglücks: zur österreichischen Literatur von Stifter bis Handke. — Salzburg: Residenz Verlag, 1985 (докторская диссертация).
- Nach der Natur: ein Elementargedicht. Photographien von Thomas Becker. — Nördlingen: Greno, 1988.
- Schwindel, Gefühle. — Frankfurt am Main: Eichborn, 1990.
- Unheimliche Heimat: Essays zur österreichischen Literatur. — Salzburg: Residenz Verlag, 1991.
- Die Ausgewanderten: vier lange Erzählungen. — Frankfurt am Main: Eichborn, 1992.
- Die Ringe des Saturn: eine englische Wallfahrt. — Frankfurt am Main: Eichborn, 1995.
- Logis in einem Landhaus: über Gottfried Keller, Johann Peter Hebel, Robert Walser und andere. — München: Hanser, 1998.
- Luftkrieg und Literatur: mit einem Essay zu Alfred Andersch— München: C. Hanser, 1999.
- Austerlitz. — München: C. Hanser, 2001.
- For years now. — London: Short Books, 2001 (стихи, на англ. языке).

## Сводные издания
- Außer Land. Drei Romane und ein Elementargedicht: Die Ausgewanderten, Die Ringe des Saturn, Schwindel. Gefühle, Nach der Natur. — Frankfurt am Main: Eicborn, 2001.
- Unerzählt. Zusammen mit Jan Peter Tripp. 33 Texte und 33 Radierungen. — München, Wien: Hanser, 2003.
- Campo Santo: Prosa, Essays/ Hrsg. von Sven Meyer. — München, Wien: Hanser, 2003.
- Über das Land und das Wasser. Ausgewählte Gedichte 1964—2001/ Hrsg. von Sven Meyer. — München: Hanser, 2008 (собрание стихотворений 1964—2001)
- Auf ungeheuer dünnem Eis. Gespräche 1971 bis 2001/ Hrsg. von Torsten Hoffmann. — Frankfurt am Main: Fischer-Taschenbuchverlag, 2011

## Издания на русском языке
- Пауль Берейтер (повесть из книги Изгнанники) // Иностранная литература. — 2004, № 11.
- Доктор Генри Селвин (повесть из книги Изгнанники) / Перевод с нем. Алеси Болговой
- Аустерлиц. / Перевод с нем. Марины Кореневой. — СПб.: Азбука-классика, 2006; М.: Новое издательство, 2015.
- Как день и ночь. О творчестве Яна Петера Триппа. // Отечественные записки. — 2008, № 43 (4), с. 103—115.
- Воздушная война и литература (фрагмент книги)
- Естественная история разрушения / Пер. с нем. Нины Федоровой. М.: Новое издательство, 2015. — 172 с.
- Кольца Сатурна. Перевод с немецкого Эллы Венгеровой. — М.: Новое издательство, 2016. — 312 с.
- Головокружения. М.: Новое издательство, 2018.
- Макс Фербер (рассказ из книги Изгнанники) / Пер. с нем. Веры Менис // Иностранная литература. — 2019, № 11.